# Michael Anagnos
Michael Anagnos —inicialment Michael Anagnostopoulos— (1837-1906) fou un pedagog grec educador d'invidents nascut a Papigo, regió de l'Epir, un poble molt petit l'extrem nord-oest de Grècia prop de Janina, de família camperola. Va estudiar filosofia a Atenes, a la universitat, i va treballar com a periodista i editor per Etno Fylax. Es va oposar l'autoritarisme del rei Otó I de Grècia i fou un “paladí” de la independència grega.
El 1867 va conèixer a Samuel Gridley Howe, que estava en el seu segon viatge important a Grècia, aquest cop per distribuir diners pels cretencs per donar suport a la seva revolució. Howe el va convidar a visitar els Estats Units per ajudar-lo amb l'Escola Perkins per a Cecs (de Massachusetts) i ensenyar grec a la seva filla Julia Howe Romana. El 1870 es va casar amb Julia Anagnos Romana i va ser nomenat per succeir a Howe a Perkins quan aquest va morir el 1876. Va dirigir la institució fins a la seva mort el 1906. Va ser un gran benefactor de Papigo i l'Epir. Va desplegar el primer jardí d'infància per a nen cecs en tot el món a més de fundar o finançar diverses escoles per a cecs a Amèrica.
Anagnos va tenir un paper decisiu en l'inici de la catedral ortodoxa de Boston, en diverses organitzacions greco-americanes de Boston i a la Unió Panhel·lènica, que va ser el primer grup a nivell nacional dels grecs a Amèrica. La seva importància llegendària l'estableix com un dels grecs més importants que mai va viure a Boston.